# Nadine Zumkehr
Nadine Zumkehr (5 de fevereiro de 1985) é uma jogadora de vôlei de praia suíça.

## Carreira
Em 2009 passou a formar dupla com Simone Kuhn e conquistaram a medalha de bronze no Campeonato Europeu de 2009 em Sochi,terminando no décimo sétimo lugar no Campeonato Mundial de Stavanger, ainda terminaram em nono no Aberto de Barcelona, no Grand Slam de Gstaad, obteve  o ouro pela primeira vez no circuito mundial, no Aberto de Sanya.
No Campeonato Europeu de 2010, sediado em Berlim finalzou em nono lugar ao lado de Simone Kuhn, obeve o quinto posto no Grand Slam de Stavanger.No Campeonato Europeu de Kristiansand, no ano de 2011, em terminaram em quinto mesmo feito nos Grand Slams de Pequim, Gstaad e Moscou, no Campeonato Mundial de Roma finalizaram no décimo sétimo lugar.
Em 2012 continuou com Simone Kuhn e conquistaram o ouro no Grand Slam de Roma, o terceiro posto no Grand Slam de Gstaad e o quarto posto no Aberto de Aland, nos Jogos Olímpicos de Verão de 2012 terminaram no nono lugar.
Nos Jogos Olímpicos de Verão de 2016 ela representou  seu país ao lado de Joana Heidrich, caindo nas quartas-de-finais.

## Títulos e resultados
- Grand Slam de Roma do Circuito Mundial de Vôlei de Praia de 2012
- Grand Slam de Gstaad do Circuito Mundial de Vôlei de Praia de 2012
- Aberto de Aland do Circuito Mundial de Vôlei de Praia de 2012